# Kassem El Zein
Kassem Mohammed El Zein (tiếng Ả Rập: قاسم محمد الزين; sinh ngày 2 tháng 12 năm 1990) là một cầu thủ bóng đá người Liban chơi ở vị trí hậu vệ cho câu lạc bộ Nejmeh và đội tuyển quốc gia Liban.

## Sự nghiệp quốc tế
Vào tháng 12, 2018 anh được triệu tập lên đội tuyển để tham dự Cúp bóng đá châu Á 2019 tại Các tiểu vương quốc Ả Rập thống nhất. Trước đó, anh cũng từng có ba lần ra sân trong màu áo quốc gia.

### Bàn thắng quốc tế
| # | Ngày                | Địa điểm                                           | Đối thủ | Bàn thắng | Kết quả | Giải đấu         |
| - | ------------------- | -------------------------------------------------- | ------- | --------- | ------- | ---------------- |
| 1 | 10 tháng 9 năm 2023 | Sân vận động kỷ niệm 700 năm, Chiang Mai, Thái Lan | Ấn Độ   | 1–0       | 1–0     | Cúp Nhà vùa 2023 |